# جاقاجوق
جاقاجوق (به لاتین: Cağacıq) یک منطقه مسکونی در جمهوری آذربایجان است که در شهرستان قوبا واقع شده است. جاقاجوق ۴۹۲ نفر جمعیت دارد.